# Pierre Verger
Pierre Verger, né le 4 novembre 1902 à Paris et mort le 11 février 1996 à Salvador de Bahia au Brésil, est un photographe et ethnologue français.
Il porta également le nom de Fatumbi (« Ifá l'a fait renaître», en langue yoruba), à la suite de son initiation en tant que Babalawo, prêtre de Ifá (Orunmila), la divinité yoruba de la création.
Il consacra l'essentiel de son œuvre aux religions du golfe de Guinée (principalement fon et yoruba) et aux religions afro-brésiliennes (essentiellement le candomblé).

## Biographie
Pierre Édouard Léopold Verger quitta l'école à l'âge de 17 ans. À l'âge de 30 ans, après avoir perdu sa famille, Pierre Verger entama une carrière de photographe.
Sa spécialité était la photographie en noir et blanc, les clichés étaient pris avec un appareil Rolleiflex, exposé actuellement dans le musée de la Fondation Pierre Verger (pt) à Salvador de Bahia au Brésil.
Pendant près de quinze années, il parcourut les quatre continents et s'intéressa à de nombreuses civilisations qui feront l'objet de ses reportages. Il se rendit notamment dans les lieux suivants:
- Tahiti (1933)
- États-Unis, Japon et Chine (1934 et 1937)
- Italie, Espagne, Algérie, Soudan, Mali, Niger, Haute-Volta (actuel Burkina Faso), Togo et Dahomey (actuel Bénin) 1935)
- Inde (1936)
- Mexique (1937, 1939, et 1957)
- Philippines et Indochine (actuels Thaïlande, Laos, Cambodge et Vietnam, 1938)
- Guatemala et Équateur (1939)
- Sénégal (comme correspondant, 1940)
- Argentine (1941)
- Pérou et Bolivie (1942 et 1946)
- Brésil (1946).

Ses photographies furent publiées dans les magazines Paris-Soir, Daily Mirror (sous le pseudonyme de M. Lensman), Life, et Paris Match.
Passionné par la ville et les gens de Salvador de Bahia, il décide de s'y installer. Captivé par la culture et l'histoire locale, de photographe errant il devint ethnologue, étudiant la diaspora africaine sur le continent américain. En 1949 à Ouidah il acquiert un témoignage important sur le trafic des esclaves vers Bahia : les cartes commerciales de José Francisco do Santos du XIXe siècle.
Les voyages suivants lui permettent d'étudier le sujet : de la côte occidentale de l'Afrique jusqu'à Paramaribo (1948), Haïti (1949), et Cuba en (1957). Après avoir étudié la culture Yoruba et son influence sur le Brésil, Verger s'initia à la religion du Candomblé, et en exerça ses rituels.

Définition du candomblé donnée par Pierre Verger : 

« Le Candomblé est pour moi très intéressant comme religion de l'exaltation de la personnalité. On peut y être véritablement comment on est, et non comme la société prétend que le citoyen fût. Pour les personnes qui ont envie de s'exprimer à travers leur inconscient, la transe est une possibilité que l'inconscient a pour se montrer. »

Pendant un séjour à Kétou au Bénin, il étudia l'Ifa, un système de divination traditionnelle Yoruba, et fut admis au grade sacerdotal de babalawo, et fut renommé Fátúmbí (« celui qui renaît par Ifa »).
Les contributions de Pierre Verger en ethnologie comportent de nombreux documents et conférences, articles de livres et de journaux, et fut reconnu par la Sorbonne qui lui décerna le titre universitaire de Docteur en 1966.
Pierre Verger continua à étudier jusqu'à sa mort à Salvador de Bahia à l'âge de 93 ans,. Il devint également professeur à l'Université de Bahia en 1973, et eut la charge de constituer le Musée Afro-Brésilien de Salvador et fut également professeur invité à l'Université d'Ifé au Nigeria.
Il continua son travail à Salvador au sein de la Fondation Pierre Verger (pt) où il conserva plus de 63 000 photographies et négatifs ainsi que de nombreux documents personnels et sa correspondance.
Au Brésil, un hommage lui fut rendu au Carnaval de Rio de Janeiro en 1998 par l'école de samba du GRES União da Ilha do Governador, dont les textes évoquaient la trajectoire de Pierre Verger Fatumbi.
Pierre Fatumbi Verger: Mensageiro Entre Dois Mundos est un film brésilien de 1998 racontant son parcours. 

## Publications
- Notes sur le culte des orisha et vodou à Bahia de Tous les Saints au Brésil et à l'ancienne Côte des Esclaves, Dakar (Sénégal), IFAN Memoire no 51, 1951 ; Corrupio, Brésil, 1982
  - Notas sobre o culto aos orixás e voduns, photographies en noir & blanc, EDUSP 1999, 624 p.  (ISBN 8531404754)
- Dieux d'Afrique. Culte des Orishas et Vodouns à l'ancienne Côte des Esclaves en Afrique et à Bahia, la Baie de tous les Saints au Brésil, préfaces de Théodore Monod et Roger Bastide, 160 photographies en noir & blanc de l'auteur, 1re édition Paris, Paul Hartmann, 1954 ; 2de édition corrigée et mise à jour par l'auteur, Paris, éditions Revue Noire, 1995[4]
- Bahia de tous les poètes, introduction et choix de textes d'Arlette Frigout, Lausanne, La Guilde du livre, 1955
- Georges Arnaud, Indiens pas mort, photographies de Werner Bischof, Robert Frank et Pierre Verger, Paris, Robert Delpire éditeur, 1956
- Orisha, les dieux Yorouba en Afrique et au Nouveau-Monde, Paris, Métailié, 1982
- Fluxo e Refluxo do tráfico de escravos entre o golfo de Benin e a Bahia de Todos os Santos, Corrupio, Salvador, 1985
- Le Messager. The go-between, Paris, éditions Revue Noire, 1993
- Ewé, o uso de plantas na sociedade ioruba, Odebrecht and Companhia das Letras, São Paulo, 1995

## Expositions
- Juin-août 1995, « Pierre Verger : découvertes. Photographies 1936 », musée Saint-John-Perse, Pointe-à-Pitre[5]
- Octobre-décembre 2000, « La Martinique de Pierre Verger : photographies 1933-1936 », archives départementales de la Martinique, Fort-de-France[6]
- 7 novembre 2020-31 janvier 2021, «Pierre Verger in Suriname », Portikus (de), Francfort-sur-le-Main[7]